# John C. G. Röhl
John Charles Gerald Röhl (* 31. Mai 1938 in London; † 17. November 2023 in Sussex) war ein britischer Historiker. Er lehrte von 1964 bis zu seiner Emeritierung 1999 neuere europäische Geschichte an der University of Sussex. Große Bekanntheit und Anerkennung erlangte er durch seine Werke zur Wilhelminischen Zeit, darunter vor allem seine dreibändige Biographie über Kaiser Wilhelm II.

## Leben
Der Sohn eines deutschen Vaters und einer englischen Mutter wuchs zweisprachig auf und wurde 1965 an der University of Cambridge bei Harry Hinsley promoviert. Er lehrte von 1964 bis 1972 als Lecturer, anschließend bis 1979 als Reader an der University of Sussex in Brighton, wo er 1979 Professor wurde. Von 1970 bis 1983 war er Mitarbeiter der Historischen Kommission bei der Bayerischen Akademie der Wissenschaften, von 1982 bis 1985 Dean an der School of European Studies. Im Jahr 1986/1987 war Röhl Forschungsstipendiat am Historischen Kolleg München. Neben seiner englischen Professur übernahm er immer wieder Lehrstuhlvertretungen in Deutschland. 1999 wurde er emeritiert.
John C. G. Röhl war mit Rosemarie von Berg Röhl verheiratet; aus der Ehe stammt der Regisseur Christoph Röhl.

## Wirken
Röhl gilt als einer der führenden Experten und Kritiker der Wilhelminischen Zeit unter Kaiser Wilhelm II. Einer breiten Öffentlichkeit wurde er vor allem durch seine dreibändige Biografie des letzten deutschen Kaisers bekannt. Darin vertritt und entwickelt er hauptsächlich die These vom Persönlichen Regiment Wilhelms II., schreibt ihm die Hauptverantwortung für den Ausbruch des Ersten Weltkrieges zu und erhebt, obgleich streng wissenschaftlich verfahrend, auch schwere moralische Anschuldigungen gegen den letzten Kaiser. Mit seiner These bewirkte Röhl einen Paradigmenwechsel in der deutschen Geschichtswissenschaft, die, anders als im angloamerikanischen Raum, Wilhelm bis in die 1970er und 1980er Jahre nach herrschender Meinung als „schwachen Herrscher“ von begrenztem politischem Einfluss eingeschätzt und entsprechend vernachlässigt hatte.
Röhls Biographie über Wilhelm II. wird von dem australischen Historiker Christopher Clark als „einzigartiges Beispiel herausragender wissenschaftlicher Arbeit“ geschätzt. Röhls  Ausführungen über die große Mitschuld des letzten Kaisers am Ausbruch des Ersten Weltkrieges widerspricht Clark gleichwohl.

## Ehrungen und Mitgliedschaften
Preise
- Wolfson-Historikerpreis, 1994
- Gissingpreis, 2003
- Einhard-Preis, 2013

Mitgliedschaften, Fellowships
- Historisches Kolleg, 1986–1987
- Woodrow Wilson International Center for Scholars, Washington D. C., 1989–1990
- Institute for Advanced Study, Princeton, 1994
- National Humanities Center, North Carolina, 1997–1998

## Schriften (Auswahl)
Monographien
- Germany without Bismarck. The crisis of government in the Second Reich, 1890–1900. Batsford, London 1967.

Übersetzung: Deutschland ohne Bismarck. Die Regierungskrise im 2. Kaiserreich. 1890–1900. Wunderlich, Tübingen 1969.
- From Bismarck to Hitler. The problem of continuity in German history. Longmann, London 1970.
- Kaiser, Hof und Staat – Wilhelm II. und die deutsche Politik. Beck, München 1987; zuletzt 2007, ISBN 978-3-406-49405-5 (Aufsatzsammlung; eingeschränkte Vorschau in der Google-Buchsuche).
- Kaiser Wilhelm II. Eine Studie über Cäsarenwahnsinn (= Schriften des Historischen Kollegs. Vorträge, Band 19). München 1989 (Digitalisat).
- Wilhelm II. 3 Bände. Beck, München 1993–2008:
  - Band 1: Die Jugend des Kaisers, 1859–1888. 1993; 3. Auflage 2009, ISBN 978-3-406-37668-9 (eingeschränkte Vorschau der 2. Auflage 2001 in der Google-Buchsuche).
  - Band 2: Der Aufbau der Persönlichen Monarchie, 1888–1900. 2001, ISBN 3-406-48229-5 (eingeschränkte Vorschau in der Google-Buchsuche).
  - Band 3: Der Weg in den Abgrund, 1900–1941. 2008, ISBN 978-3-406-57779-6.

Herausgeberschaften
- Zwei deutsche Fürsten zur Kriegsschuldfrage. Lichnowsky und Eulenburg und der Ausbruch des 1. Weltkriegs. Eine Dokumentation, Droste Verlag, Düsseldorf 1971, ISBN 978-3-7700-0274-0.

Englische Ausgabe: 1914 – delusion or design? The testimony of 2 German diplomats, Karl Max Lichnowsky, Philipp Eulenburg-Hertefeld. Edited and introduced by John Röhl. With a foreword by Hugh Trevor-Roper, Elek, London 1973.
- Philipp Eulenburgs Politische Korrespondenz, 3 Bände, 1976–1983.
- Der Ort Kaiser Wilhelms II. in der deutschen Geschichte (= Schriften des Historischen Kollegs. Kolloquien, Band 17). Oldenbourg, München 1991, ISBN 978-3-486-55841-8 (Digitalisat).